# Кобутя

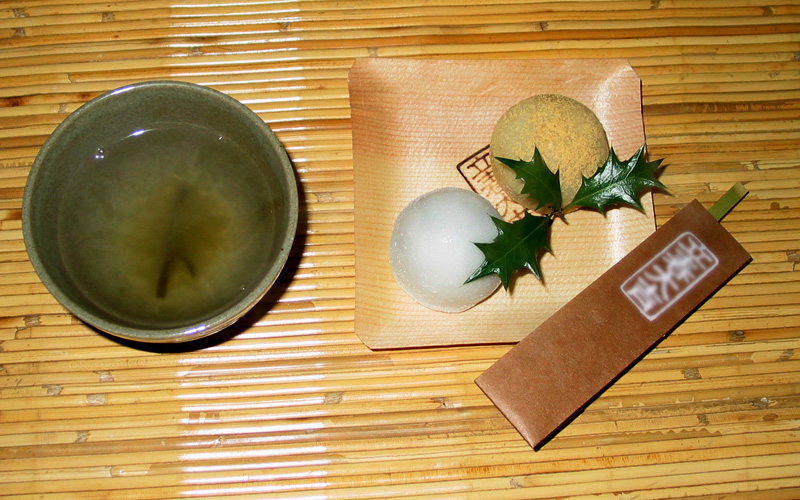
Кобутя из водорослей (слева)

Кобутя, либо комбутя (яп. 昆布茶), на корейском — тасима-чха (кор. 다시마차) — традиционный японский и корейский чайный напиток, изготовляемый из водорослей Saccharina japonica (Laminaria japonica). Съедобные водоросли Saccharina japonica содержат в своём японском названии окончание «комбу», откуда и японское название «комбутя».

## Приготовление
Для напитка годится как высушенный порошок из водорослей, так и тонко нарезанные водоросли. На чашку чая их надо две-три ложки. Сахар или мёд можно добавить по вкусу.

## Чайный гриб (комбуча) и его отличие от кобутя
Название «комбутя» является почти полным омофоном слова, которым за пределами Японии называют чайный гриб — «комбуча». В Японии чайный гриб называется котя-киноко (紅茶キノコ ко: тя киноко), что дословно и означает «чайный гриб».